# Chloroleucon extortum
Chloroleucon extortum es una especie de árbol leguminoso en la familia de las Fabaceae. 
Se lo halla en Brasil, y está amenazado por pérdida de hábitat.

## Taxonomía
Chloroleucon extortum fue descrita por Barneby & J.W.Grimes y publicado en Memoirs of the New York Botanical Garden 74(1): 142–144. 1996.
Etimología
Chloroleucon: nombre genérico que deriva de las palabras griegas  χλωρóς (chloros), que significa "verde," y λευκός (leukos), que significa "blanco."
extortum.